# 韓豹頊

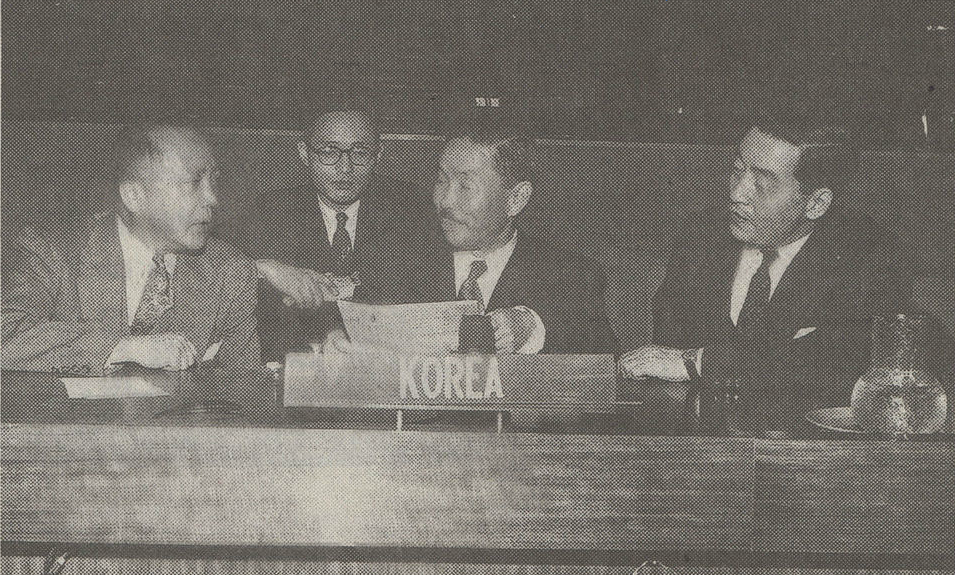
1954年，韓豹頊與卞榮泰、梁裕燦及林炳稷等人出席聯合國大會

韓豹頊（韓語：한표욱，1916年8月17日—2003年8月25日），韓國獨立運動家、政治人物、外交官。曾擔任韓國駐美國及泰國大使、亦曾於1954年出席聯合國大會。